# Boule-d'Amont
Boule-d'Amont é uma comuna francesa na região administrativa de Occitânia, no departamento de Pirenéus Orientais. Estende-se por uma área de 23,22 km². Em 2010 a comuna tinha 55 habitantes (densidade: 2,4 hab./km²).

## Geografia

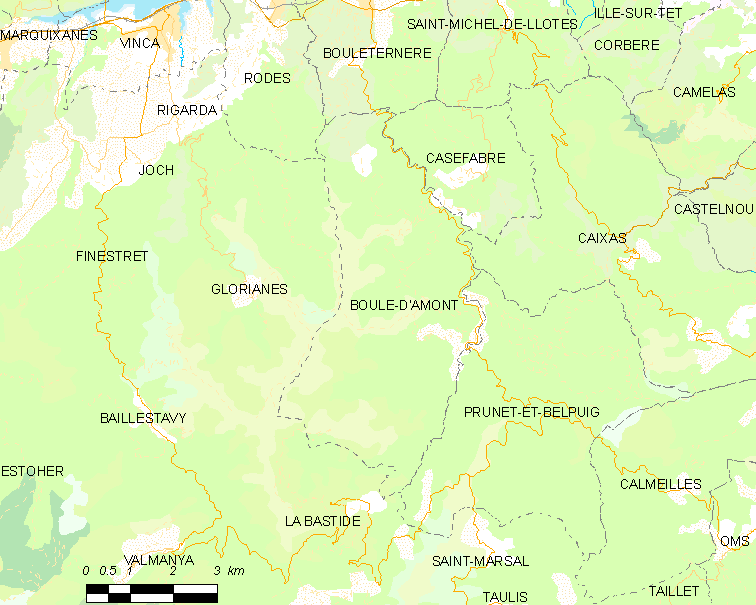
Mapa de Boule-d'Amont